# Eduard Douša
Eduard Douša (* 31. srpna 1951, Praha) je český hudební skladatel a pedagog.

## Život
Eduard Douša v roce 1971 dokončil studium hudební vědy na Karlově univerzitě v Praze a v dalším vzdělávání pokračoval na pražské Akademii múzických umění v oboru hudební teorie a skladba u profesorů Jiřího Dvořáčka, Jiřího Laburdy, Vladimíra Sommera a Václava Dobiáše.
Je profesorem Pražské konzervatoře a přednáší na Ústavu hudební vědy Filozofické fakulty Karlovy univerzity.

## Dílo
Kromě orchestrální hudby, komorních skladeb a hudby pro sólové nástroje, zkomponoval Douša pro Český rozhlas hudbu k více než stovce rozhlasových pohádek, minioper a písniček pro děti.

## Skladby
- Sinfonietta meditativa
- Concertino per tromba
- Concerto per 4 sassofoni
- Melodia gioia per orchestra da camera
- Comeback pro klavír
- Sonata per pianoforte
- Jazz tones pro čtyři saxofony
- Uno per quattro pro flétnu, hoboj, kytaru a violoncello
- Divertimento I. a II. pro dva klarinety a fagot
- String quartet
- Miniatures pro klavír
- Suita postmoderna pro klavír
- Little music for 20 fingers pro čtyřruční klavír
- Sonatina per clarinetto e pianoforte
- 3 little Suites pro kytaru
- Summer Sonata pro saxofon a klavír
- Variations on a barock theme pro smyčce
- Adoramus (2019) - zkomponováno pro Collegium musicale bonum
- Agnus Dei (2019) - zkomponováno pro Collegium musicale bonum